# Ḯ
Ḯ (minuscule : ḯ), appelé I tréma accent aigu, est une lettre latine utilisée dans l’écriture de l’otomi de San Jerónimo Acazulco, du trique de Chicahuaxtla, du viri et dans les romanisations ISO 843, BGN/PCGN et GENUNG de l’alphabet grec. Elle est composée d’un I diacrité d’un tréma et d’un accent aigu.

## Utilisation
Dans l’ISO 843 et les romanisations BGN/PCGN et GENUNG de l’alphabet grec, ‹ Ḯ, ḯ › translittère la lettre iota diérèse aigu ‹ Ϊ́, ΐ ›.

## Représentations informatiques
Le I tréma accent aigu peut être représenté avec les caractères Unicode suivants : 
- composé et normalisé NFC (latin étendu additionnel) :

| formes    | représentations | chaînes de caractères | points de code | descriptions                                   |
| --------- | --------------- | --------------------- | -------------- | ---------------------------------------------- |
| capitale  | Ḯ               | Ḯ                     | U+1E2E         | lettre majuscule latine i tréma et accent aigu |
| minuscule | ḯ               | ḯ                     | U+1E2F         | lettre minuscule latine i tréma et accent aigu |

- décomposé et normalisé NFD (latin de base, diacritiques) :

| formes    | représentations | chaînes de caractères | points de code       | descriptions                                                        |
| --------- | --------------- | --------------------- | -------------------- | ------------------------------------------------------------------- |
| capitale  | Ḯ               | I◌̈◌́                   | U+0049 U+0308 U+0301 | lettre majuscule latine i diacritique tréma diacritique accent aigu |
| minuscule | ḯ               | i◌̈◌́                   | U+0069 U+0308 U+0301 | lettre minuscule latine i diacritique tréma diacritique accent aigu |